# 앙투안 발루아포르티에
앙투안 발루아포르티에(프랑스어: Antoine Valois-Fortier, 1990년 3월 13일~)는 캐나다의 유도 선수, 지도자이다. 2012년 하계 올림픽 남자 하프미들급에서 동메달을 획득하여 12년만에 올림픽 메달을 획득한 캐나다 유도 선수가 되었다.